# دوقية برغونية

شعار دوقية بورغونيا

دوقية بُرْغُونِيَة أو بَرجُونِية أو بورغونيا إقطاعية كانت قائمة داخل أراضي مملكة فرنسا (حالياً برغونية). وُجدت بين عامي 843م و1477م . كان يحكمها دوقات بالوراثة وانتهت هذه الدوقية بوفاة شارل الجريء سنة 1477م إلى أن تم استيعاب الدوقية في تاج الفرنسي من قـبل لويس الحادي عشر ملك فرنسا.
ينبغي عدم الخلط في التأريخ بين الدوقية وكونتية بورغونيا البالاتينية الموجودة داخل منطقة إفرنش كُمته الحالية والتي ارتبطت بها أحياناً ، أو مع مملكتي بورغونيا السابقتين القروسطيتين (الأخيرة انتهت عام 1378م) ، عندما استوعبت بقاياها الدوقية الفرنسية.

## أعلام
- دينيس باربيري.